# جنوب وزيرستان
مديرية جنوب وزيرستان هي إحدى مديريات ديرا إسماعيل خان في إقليم خيبر بختونخوا، وتمثل الجزء الجنوبي من وزيرستان، وهي منطقة جبلية في شمال غرب باكستان، تغطي حوالي 11585 كم 2 (4،473 ميل مربع). تتكون منطقة وزيرستان من غرب وجنوب غرب بيشاور بين نهر توتشي في الشمال ونهر جومال في الجنوب. كانت المنطقة منطقة قبلية مستقلة منذ عام 1893، وبقيت خارج الإمبراطورية التي تحكمها بريطانيا و أفغانستان. كانت الغارات القبلية على الأراضي الخاضعة للحكم البريطاني مشكلة مستمرة بالنسبة للبريطانيين، حيث تطلبت حملات عقابية متكررة بين عامي 1860 و1945.
أهل المنطقة لديهم سمعة كمحاربين ومعروفين بالثأر التقليدي، تنقسم القبائل إلى قبائل فرعية يحكمها شيوخ القرية الذين يجتمعون في مجلس قبلي. من الناحية الاجتماعية والدينية، تعد وزيرستان منطقة محافظة للغاية، حيث التماسك القبلي قوي من خلال ما يسمى بقوانين المسؤولية الجماعية في لائحة الجرائم الحدودية.
من حيث المساحة، كان جنوب وزيرستان أكبر مديرية في المناطق القبلية الخاضعة للإدارة الاتحادية، حيث بلغت مساحتها 6619 كم 2. وفي عام 2018 أصبحت إحدى مديريات خيبر بختونخوا في باكستان مع اندماج المناطق القبلية الخاضعة للإدارة الاتحادية مع خيبر بختونخوا. يحدها من الشمال مديرية شمال وزيرستان، ومن الشمال الشرقي مديريتي بانو ولاكي مروات، ومن الشرق المناطق القبلية المتاخمة لمقاطعتي تانك وديرا إسماعيل خان، ومن الجنوب منطقة جوب في إقليم بلوشستان. ومن الغرب أفغانستان.